# Musculus tensor tympani
Der Musculus tensor tympani (lateinisch für „Muskel des Trommelfells“) oder Trommelfellspanner gehört zu den beiden Mittelohrmuskeln. Der Musculus stapedius stellt den anderen dar.

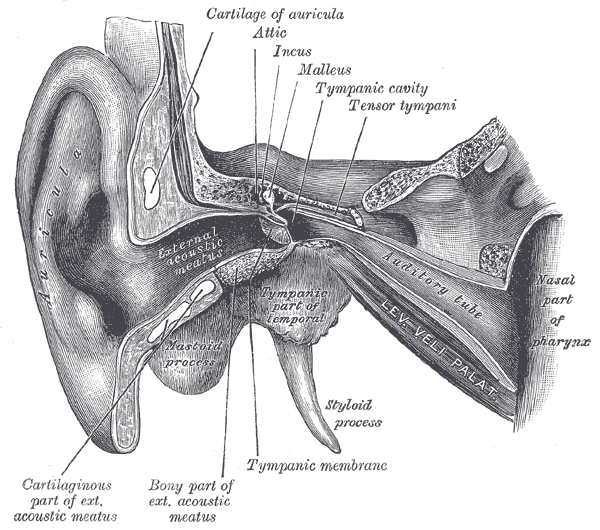
Verlauf des Musculus tensor tympani oberhalb der Tube (etwa Bildmitte)

Er entspringt am Knorpel der Ohrtrompete (Tuba auditiva) über der Tubeneinmündung (Ostium tympanicum tubae auditivae), zieht durch die vordere Etage des Canalis musculotubarius und setzt am Hammergriff (Manubrium mallei) an. Die Innervation erfolgt über den Nervus musculi tensoris tympani, Zweig des Nervus pterygoideus medialis aus dem Nervus mandibularis, dritter Ast (V3) des Nervus trigeminus.
Der Musculus tensor tympani zieht den Hammer (Malleus) nach medial und spannt dadurch das Trommelfell. Durch diese Spannung wird zwar wie beim Stapediusreflex die Reflexion des Schalls am Trommelfell verstärkt und weniger Schallenergie an die Gehörknöchelchenkette weitergegeben, eine Kontraktion des Muskels wird jedoch nicht durch hohe Schalldrücke ausgelöst. Eine Kontraktion des Muskels lässt sich jedoch durch Blasen gegen das Auge im Sinne einer Schreckreaktion auslösen.